# الحمراء (المقاطرة)

تعديل مصدري - تعديل

الحمراء هي إحدى قرى عزلة الصوالحة بمديرية المقاطرة التابعة لمحافظة لحج، بلغ تعداد سكانها 106 نسمة حسب تعداد اليمن لعام 2004.